# Léo Eichmann
Léo Eichmann (Ernetschwil, Sankt Gallen kanton, 1936. december 24. –) svájci válogatott labdarúgókapus.

## Pályafutása

### A válogatottban
1966-ban 2 alkalommal szerepelt a svájci válogatottban. Részt vett még az 1966-os világbajnokságon.

## Sikerei, díjai
FC La Chaux-de-Fonds
- Svájci bajnok (1): 1963–64
- Svájci kupa (1): 1960–61